# Orthocladius filamentosus
Orthocladius filamentosus är en tvåvingeart som först beskrevs av Tokunaga 1939.  Orthocladius filamentosus ingår i släktet Orthocladius och familjen fjädermyggor. Inga underarter finns listade i Catalogue of Life.